# Litoria rheocola
Litoria rheocola är en groddjursart som beskrevs av Liem 1974. Litoria rheocola ingår i släktet Litoria och familjen lövgrodor. IUCN kategoriserar arten globalt som starkt hotad. Inga underarter finns listade i Catalogue of Life.